# 前原敏行
前原 敏行（まえはら としゆき、1960年8月23日 - ）は、日本の実業家、馬主。
京都府宇治市に本社を置く、不動産業を手掛ける株式会社ホームズの代表取締役社長を務める。

## 経歴
1960年、京都市出身。高校卒業後に不動産会社に就職したのち独立し、1998年2月13日、宇治市に株式会社ホームズを立ち上げた。

## 馬主活動

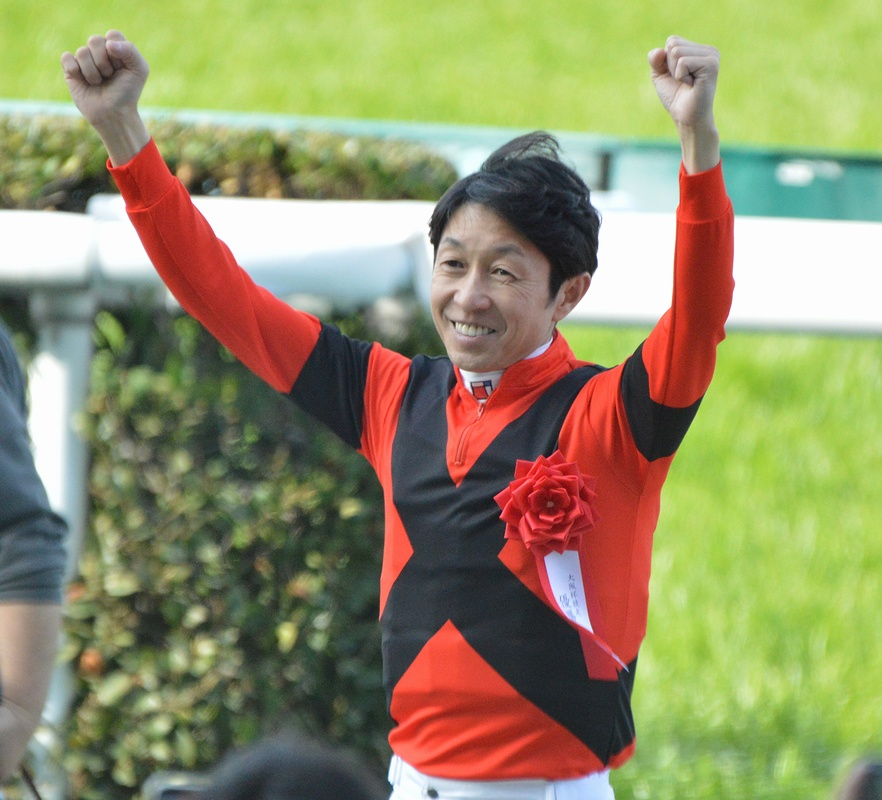
前原の勝負服を着用した武豊

日本中央競馬会（JRA）および地方競馬全国協会（NAR）に登録する馬主としても知られる。勝負服の柄は赤、黒十字襷、袖黒一本輪、冠名は特に用いない。
馬主となったきっかけは、同業の同級生の知人から、競走馬の育成牧場の関係者がいると紹介されたこと。これまで競馬に関心を持ったことのなかった前原は、「いいお父さんの子を買っておけば走るかな」という程度に思っていたものの、その馬が思うような戦績を残せなかったことから、熱を入れるようになったという。
自身と同じく京都府で不動産会社を営み、2016年の高松宮記念を制したビッグアーサーなどを所有する馬主である中辻明と親交があり、所有馬のジャックドールを管理する調教師である藤岡健一は、中辻の紹介により知り合った。

## 主な所有馬

### GI競走優勝馬
- ジャックドール（2022年金鯱賞、札幌記念、2023年大阪杯）

### 重賞競走優勝馬
斜字は地方重賞。
- アールロッソ（2022年しらさぎ賞）
- フィールドセンス（2022年スパーキングサマーカップ、日本テレビ盃）